# Новая Зеландия на зимних Олимпийских играх 1984
Новая Зеландия принимала участие в Зимних Олимпийских играх 1984 года в Сараево (Югославия) в седьмой раз за свою историю, но не завоевала ни одной медали. Сборную страны представляли 4 мужчины и 2 женщины, участвовавшие в соревнованиях по горнолыжному спорту.

## Горнолыжный спорт
Спортсменов - 6
Мужчины
| Спортсмен        | Вид               | 1 попытка | 2 попытка | Всего   | Место |
| ---------------- | ----------------- | --------- | --------- | ------- | ----- |
| Брюс Грант       | Скоростной спуск  |           |           | 1.49,94 | 31    |
| Маркус Хубрич    | Скоростной спуск  |           |           | 1.50,77 | 35    |
| Маркус Хубрич    | Слалом            | 56,75     | 52,78     | 1.49,53 | 14    |
| Маркус Хубрич    | Гигантский слалом | 1.25,81   | 1.26,98   | 2.52,79 | 29    |
| Маттиас Хубрич   | Слалом            | 58,63     | 55,73     | 1.54,36 | 17    |
| Саймон Ви Рутене | Гигантский слалом | 1.30,13   | 1.28,97   | 2.59,10 | 36    |

Женщины
| Спортсмен     | Вид               | 1 попытка | 2 попытка       | Всего   | Место |
| ------------- | ----------------- | --------- | --------------- | ------- | ----- |
| Кристин Грант | Скоростной спуск  |           |                 | 1.17,52 | 26    |
| Кейт Рэттрей  | Скоростной спуск  |           |                 | 1.20,18 | 29    |
| Кейт Рэттрей  | Гигантский слалом | 1.14,67   | Не финишировала | -       | -     |